# غزوغان (حومة بم)
غزوغان (بالفارسية: گزوگان) هي قرية تقع في إيران في منطقة مركزية ريفية.